# ماساکازو اوبارا
ماساکازو اوبارا (انگلیسی: Masakazu Obara؛ زادهٔ) کارگردان فیلم اهل ژاپن است.